# 亀山純生
亀山 純生（かめやま すみお、1948年1月3日 - 2023年10月28日）は、日本の哲学者、東京農工大学名誉教授。
石川県生まれ。1970年京都大学文学部哲学科卒、77年同大学院文学研究科博士課程単位取得退学。2004年「中世民衆思想と法然浄土教 〈歴史に埋め込まれた親鸞〉像への視座」で一橋大学より博士（社会学）の学位を取得。審査員は平子友長、深澤英隆、若尾政希。
1983年東京農工大学工学部助教授、93年教授、95年農学部教授、農学研究院共生持続社会学部門教授。2013年定年退官、名誉教授。

## 著作
- 『人間と価値』青木書店 1989
- 『うその倫理学』大月書店 1997
- 『現代日本の「宗教」を問いなおす 唯物論の新しい視座から』青木書店 シリーズ現代批判の哲学 2003
- 『中世民衆思想と法然浄土教 〈歴史に埋め込まれた親鸞〉像への視座』大月書店 2003
- 『環境倫理と風土 日本的自然観の現代化の視座』大月書店 2005
- 『〈災害社会〉・東国農民と親鸞浄土教 夢から解読する〈歴史に埋め込まれた親鸞〉と思想史的意義』農林統計出版 2012

### 共編著
- 『離脱願望 唯物論で読むオウムの物語』中西新太郎、後藤道夫、中村行秀共編 労働旬報社 1996
- 『環境思想キーワード』尾関周二、武田一博共編著 青木書店 2005
- 『遺産としての三木清』清真人、津田雅夫、室井美千博、平子友長共著 同時代社 2008
- 『〈農〉と共生の思想 〈農〉の復権の哲学的探求』尾関周二、武田一博、穴見愼一共編著 農林統計出版 2011

## 論文
- Cinii

## 注
1. ↑  『現代日本人名録』2002年
2. ↑   一橋大学大学院社会学研究科